# Quartet Vocal Orpheus
El Quartet Vocal Orpheus va ser un conjunt vocal masculí català, actiu entre 1920 i la dècada del 1950. En formaren part Vicenç Mariano, August Dalet, Gaietà Renom i Jeroni Teruel. Va cantar en la banda sonora de diferents films d'animació.

## Origen
L’any 1920 quatre integrants de l'Orfeó Gracienc van decidir de crear un quartet vocal de veus masculines. El primer concert va tenir lloc al Grup Excursionista Minerva del Poblenou l'any 1920. El 22 de juny de 1935 actuà al Teatre Circ Olympia de Barcelona en una festa de celebració organitzada per la Ràdio Associació de Catalunya (RAC). En declarar-se la Guerra Civil, el quartet es va dissoldre i tan sols es reunia per fer recitals amb finalitats benèfiques a hospitals i per ajudar els damnificats de la guerra. Un cop acabada la contesa bèl·lica, es van tornar a reunir per reprendre els concerts amb el seu repertori habitual, que estava format per obres com ara l’Ave Maria de Tomás Luis de Victoria, Negra sombra de Juan Montes o La truita de Franz Schubert.
Altres integrants històrics foren Domènec Capellera, Ricard Mairal, Enric Climent, Josep Montfort, Eduard Artells.

## Música en films
Van participar en un curtmetratge d'Ignacio F. Iquino Buscando estrellas (1941), amb el qual el realitzador buscava convèncer els patrocinadors del seu proper llargmetratge. Aquest curt acompanyava sovint les actuacions del quartet, però avui no se’n conserva cap còpia. El debut del quartet en el món de l’animació es va produir un anys després, en posar la banda sonora al migmetratge d'Artur Moreno produït per Balet y Blay El capitán tormentoso (1942). Un any després, el director valencià rebria l'encàrrec de realitzar el seu primer llargmetratge, Garbancito de la Mancha, i no dubtà de tornar a contractar el quartet gracienc per a la banda sonora.
Les cançons de més èxit del quartet van ser bandes sonores de pel·lícules compostes moltes pel mestre Joan Duran i Alemany. A tall d’exemple cal citar "El camelón", d'El profesor memorión (1941) d’Ignacio F. Iquino, o "Pupupidú", del film del mateix director El difunto es un vivo (1941).
L’any 1950 el quartet participa en el llargmetratge d’animació dirigit per Alexandre Cirici-Pellicer Érase una vez… (1950).

### Films d'Iquino amb música d'Orpheus:[3]
- Buscando estrellas, 16 min, Emisora Films (1941)
- Alma de Dios, CIFESA, 73 min. (1941)
- El difunto es un vivo, CIFESA, 78 min. (1941)
- El capitán tormentoso, Artur Moreno, Balet y Blay (1942)
- El pobre rico, 98 min., CIFESA (1942)
- Enredo de familia, 67 min., CIFESA (1943)
- Garbancito de la Mancha, Balet y Blay (1945)
- Érase una vez… Estela Films (1950)